# مايكل إيسيان
مايكل كوجو إيسيان (بالإنجليزية: Michael Kojo Essien)‏ (مواليد 3 ديسمبر 1982 في أكرا، غانا)، هو لاعب كرة قدم غاني سابق لعب لعدة اندية ولصالح غانا في مركز الوسط المدافع كما يجيد اللعب في مركز الظهير الأيمن. ويعتبر ايسيان أغلى لاعب أفريقي في التاريخ، ويلعب حاليًا في صفوف نادي برسيب باندونغ الإندونيسي.

## المسيرة الرياضية مع الأندية

### البدايات
بدأ ايسيان مسيرته الرياضية ناشئا في نادي ليبيرتي بروفيشينالز الغاني سنة 1999. في نفس السنة استطاع جذب اهتمام العديد من الأندية الأوروبية الكبيرة بعدما تأهل في بطولة كأس العالم لكرة القدم للناشئين تحت 17 سنة التي أقيمت في نيوزيلندا وبالفعل خضع لفترة تجربة في نادي مانشستر يونايتد الإنجليزي في أبريل 2000 وخاض مباراة ودية مع فريق الشباب ضد نظيره ديربي كاونتي.

### باستيا
في يوليو 2000 وقع ايسيان لصالح نادي باستيا ولكنه لم يستطع فرض نفسه فورا في التشكيلة الأساسية وتم تغيير مركزه مرارا بين مراكز خط الدفاع الأربعة بسبب حلوله مكان أحد اللاعبين المصابين في هذا الخط. تم منحه فرصة اللعب في خط الوسط وبالتحديد في مركز الوسط المحوري واستطاع أن يقدم أداء مبهر جعل الجميع يشبهه بباتريك فييرا. في موسم 2002-2003 ساعد نادي باستيا في التأهل للمشاركة في بطولة كأس الاتحاد الأوروبي بتسجيله 6 أهداف. نتيجة لذلك قررت أندية باريس سان جيرمان ، مرسيليا ، وليون التنافس للظفر بتوقيعه.

### ليون
تقدم نادي باريس سان جيرمان بعرض رسمي للتعاقد مع ايسيان وقد وافق نادي باستيا عليه ولكن ايسيان رفض الانتقال إلى نادي العاصمة وبدلا منه وافق على الانتقال إلى نادي ليون مقابل 7.8 مليون يورو. قرر مدرب نادي ليون ارجاع ايسيان للخلف قليلا لشغل مركز الوسط المدافع وساهم بشكل فعال في تتويج النادي ببطولة دوري الدرجة الأولى موسمين متتاليين 2003-2004 و2004-2005 كذلك تم اختياره أفضل لاعب في فرنسا سنة 2005 من قبل رابطة لاعبي كرة القدم المحترفين الفرنسية.

### تشيلسي
في 14 أغسطس 2005 وافق نادي ليون على التخلي عن 4 جنيه إسترليني. في ذلك الوقت أصبح ايسيان أغلى لاعب أفريقي. شارك في أول مباراة رسمية في 21 أغسطس في مواجهة ال]قميص رقم 5. في وقت قصير استطاع اكتساب ثقة المدير الفني البرتغالي جوزيه مورينهو وشارك أساسيا في التشكيلة بعدما تعرض الفرنسي الآخر كلود ماكيليلي للإصابة. في 15 ديسمبر تأديبية التابعة للاتحاد الأوروبي لكرة القدم إيقافه مباراتين بسبب عرقلته لاعب الوسط الألماني ديتمار هامان بعنف وبالتالي الغياب عن مباراتي ذهاب وإياب الدور الثاني من بطولة دوري أبطال أوروبا والتي خسرها تشيلسي من نادي برشلونة الإسباني 2-3 في مجموع المباراتين. قدم ايسيان اعتذاره لهامان والأخير قبل الاعتذار. في يناير 2006 تعرض ايسيان للإصابة بعدما عرقله لاعب وسط نادي وست هام يونايتد نايجل ريو كوكر بعنف وابتعد عن الملاعب لثلاثة أسابيع.
سجل ايسيان أول هدف في مرمى نادي توتنهام هوتسبر في مارس 2006 وانتهت المباراة بالفوز 2-1. ثاني أهدافه جاء في 17 أبريل في مرمى نادي إيفرتون. أنهى ايسيان الموسم الذي قدم فيه أداء متوسط بتسجيل هدفين آخرين. في نهاية الموسم أعلن نادي تشيلسي عن التعاقد مع الألماني مايكل بالاك من نادي بايرن ميونخ الألماني والنيجيري جون أوبي ميكيل من نادي لين أوسلو النرويجي وبالتالي زادت المنافسة على حجز مكان في التشكيلة الأساسية. في 12 سبتمبر 2006 سجل ايسيان أول أهدافه في بطولة دوري أبطال أوروبا وكان في مرمى نادي فيردر بريمن الألماني وانتهت بالفوز 2-0. بينما سجل هدفه الثاني في مرمى نادي فالنسيا الإسباني على ملعب الأخير ميستالا ضمن إياب الدور الثمن النهائي وساهم هذا الهدف في تأهل النادي إلى الدور النصف النهائي حيث انتهت المباراة بالفوز 2-1 وفي المجموع 3-2. لقد كانت تلك المباراة هي الأولى لإيسيان منذ عدة أسابيع بسبب إصابته في الركبة. في 15 مايو 2007 تم اختيار ايسيان أفضل لاعب في نادي تشيلسي لموسم 2006-2007 من المشجعين ليصبح أول لاعب أفريقي يحصل على هذا اللقب. كما تم اختيار الهدف الذي سجله في مرمى نادي آرسنال أجمل هدف.
في 13 أغسطس 2007 سجل ايسيان أول أهدافه في موسم 2007-2008 وهو هدف الفوز لصالح نادي تشيلسي في مرمى نادي برمنغهام سيتي مسجلا رقما قياسيا في عدم الهزيمة على ملعبه متخطيا الرقم القياسي الذي سجله نادي ليفربول بعدم الخسارة لثلاثة وستين مباراة على ملعبه من 1978 إلى 1981. تم ترشيح ايسيان لنيل جائزة أفضل لاعب كرة القدم في العالم المقدمة من الاتحاد الدولي لكرة القدم عن سنة 2006 في 12 أكتوبر 2006 واحتل تاليا المركز 22 وهو نفس المركز الذي احتله في السنة الفائتة 2005. بعد أسبوع واحد تم ترشيحه للفوز بجائزة الكرة الذهبية لأفضل لاعب في قارة أوروبا عن سنة 2006. كما تم اختياره ثالث أفضل لاعب كرة قدم أفريقي عن سنة 2006 وهو نفس المركز الذي احتله في السنة الفائتة. بينما حقق النجاح مع جائزة هيئة الإذاعة البريطانية لأفضل لاعب كرة قدم أفريقي عن سنة 2006. حينها وافق ايسيان في تجديد العقد الذي يربطه بنادي تشسيلسي بحيث ينتهي في صيف 2012.
في 10 أكتوبر 2007 تم ترشيحه لجائزة أفضل لاعب كرة القدم في العالم المقدمة من الاتحاد الدولي لكرة القدم عن سنة 2007 وفي النتيجة النهائية فقد تقدم واحتل المركز الخامس عشر. وتم ترشيحه أيضا لجائزة الكرة الذهبية لأفضل لاعب كرة قدم في قارة أوروبا عن سنة 2007 واحتل المركز الرابع والعشرون. في 12 ديسمبر 2007 تم ترشيحه للحصول على جائزة أفضل لاعب كرة قدم أفريقي لسنة 2007 وحل وصيفا للمالي فريدي كانوتي. في 22 يوليو 2007 وافق مجددا للسنة الثانية على التوالي على تجديد عقده وأن يبقى في نادي تشيلسي حتى صيف 2013. ينما كان يلعب لصالح منتخب غانا في 5 سبتمبر تعرض ايسيان لإصابة في أربطة الركبة مما جعل مسئولي نادي تشيلسي يخشون من غيابه عن الملاعب حتى نهاية الموسم. على الرغم من ذلك في 7 مارس 2009 شارك بديلا أمام نادي كوفنتري سيتي ضمن بطولة كأس الاتحاد الإنجليزي لكرة القدم. في مباراته الثانية استطاع تسجيل هدف في مرمى نادي يوفنتوس الإيطالي ليمنح ناديه التعادل في المباراة 2-2 والفوز في مجموع المباراتين 3-2 وبالتالي التأهل إلى الدور الربع النهائي. أول مباراة في بطولة الدوري الممتاز خاضها في مواجهة نادي مانشستر سيتي وسجل هدف المباراة الوحيد. في 6 مايو 2009 سجل ايسيان بقدمه اليسرى هدفا في مرمى نادي برشلونة ولكن خرج نادي تشيلسي من الدور النصف النهائي من بطولة دوري أبطال أوروبا بعد انتهاء مجموع المباراتين 1-1 حسب قاعدة الأهداف خارج الأرض.

### ريال مدريد
انتقل لنادي ريال مدريد الإسباني لمدة عام على سبيل الإعارة من تشيلسي الإنجليزي في موسم 2012/2013.

### ميلان
انتقل ايسيان إلى نادي ميلان قادماً من تشيلسي الإنجليزي ولعب لهم موسماً واحداً لعب خلالها 20 مباراة في الدوري ة لم يسجل أي هدف. بعد ذلك انتقل ايسيان في 2015 إلى نادي باناثينايكوس اليوناني.

## المسيرة الرياضية مع المنتخبات
على الرغم من كونه أحد أصغر اللاعبين في البطولة إلا أن ايسيان ساهم في احتلال منتخب غانا المركز الثاني في بطولة كأس العالم لكرة القدم للشباب تحت 21 سنة التي أقيمت في الأرجنتين. أدائه العالي جعل المتتبعين يعتبرونه أحد جواهر قارة أفريقيا الثمينة. في 12 يناير 2002 شارك في أول مباراة دولية مع منتخب بلاده في مواجهة منتخب المغرب في نهائيات بطولة كأس الأمم الأفريقية لكرة القدم 2002 التي أقيمت في مالي وخرج منتخب غانا من الدور الربع النهائي على يد منتخب نيجيريا.
في 16 مايو 2006 تم اختيار ايسيان للانضمام إلى صفوف منتخب غانا المشارك في بطولة كأس العالم لكرة القدم 2006 التي أقيمت في ألمانيا حيث لعب في منتصف الملعب بجانب قائد المنتخب ستيفن أبياه وسولي علي مونتاري. شارك إسيان في جميع المباريات الدور الأول حيث خسر منتخب غانا من منتخب إيطاليا 0-2 ثم انتصر على منتخبي التشيك والولايات المتحدة 2-0 و2-1 على التوالي. في مباراة الدور الثمن النهائي غاب ايسيان بسبب الإيقاف وخسر منتخب غانا من منتخب البرازيل 0-3.
على إثر عودة بعثة منتخب غانا صرح ايسيان بأن جميع اللاعبين اكتسبوا خبرة حيوية وهدفهم التالي التأهل إلى نهائيات بطولة كأس العالم لكرة القدم 2010 التي ستقام في جنوب أفريقيا. شارك ايسيان في بطولة كأس الأمم الأفريقية لكرة القدم 2008 التي استضافتها غانا وساهم في تحقيق 4 انتصارات متتالية على منتخبات غينيا ، ناميبيا ، والمغرب في الدور الأول ونيجيريا في الدور الربع النهائي حيث استلم شارة القيادة بعد طرد القائد جون مينساه في الدقيقة 60. تم اختيار إسيان ضمن أفضل فريق للبطولة.

## روابط خارجية
- مايكل إيسيان على موقع الاتحاد الدولي (مؤرشف)  (الإنجليزية)
- مايكل إيسيان على موقع الاتحاد الأوربي (الإنجليزية)
- مايكل إيسيان على موقع رابطة كرة القدم الفرنسية للمحترفين (الإنجليزية)
- مايكل إيسيان على موقع إي إس بي إن إف سي (الإنجليزية)
- مايكل إيسيان على موقع قاعدة بيانات كرة القدم.إي يو (الإنجليزية)
- مايكل إيسيان على موقع ليكيب (الفرنسية)
- مايكل إيسيان على موقع ناشيونال فوتبول تيمز (الإنجليزية)
- مايكل إيسيان على موقع Soccerbase.com (لاعب) (الإنجليزية)
- مايكل إيسيان على موقع Soccerway.com (الإنجليزية)
- مايكل إيسيان على موقع عالم كرة القدم.نت (الإنجليزية)